# Twenty20 Cup 2016
Der Twenty20 Cup 2016 (aus Sponsoringgründen als NatWest T20 Blast bezeichnet, oft auch nur T20 Blast) war die vierzehnte Saison der englischen Twenty20-Meisterschaft. Im Finale konnten sich die Northamptonshire Steelbacks gegen die Durham Jets mit 4 Wickets durchsetzen.

## Format
Die 18 First-Class-Counties wurden nach regionalen Gesichtspunkten in zwei Gruppen mit jeweils neun Mannschaften aufgeteilt. In dieser Gruppenphase spielte jede Mannschaft einer Gruppe jeweils zweimal gegen sechs andere und einmal gegen die beiden verbliebenen Teams. Nach dessen Abschluss qualifizierten sich die ersten vier einer Gruppe für die Viertelfinale. Die Halbfinale wurden dann zusammen mit dem Finale, vermarktet als Finals Day, an einem Tag in Birmingham ausgetragen.

## Gruppenphase

### North Division
| North Division              | Sp. | S | N | NR | P  | NRR    |
| --------------------------- | --- | - | - | -- | -- | ------ |
| Nottinghamshire Outlaws     | 14  | 8 | 2 | 4  | 20 | +0.741 |
| Northamptonshire Steelbacks | 14  | 7 | 5 | 2  | 16 | +0.265 |
| Yorkshire Vikings           | 14  | 7 | 5 | 2  | 16 | +0.223 |
| Durham Jets                 | 14  | 6 | 6 | 2  | 14 | −0.050 |
| Lancashire Lightning        | 14  | 6 | 7 | 1  | 13 | +0.200 |
| Birmingham Bears            | 14  | 6 | 7 | 1  | 13 | −0.215 |
| Derbyshire Falcons          | 14  | 5 | 7 | 2  | 12 | +0.021 |
| Worcestershire Rapids       | 14  | 5 | 7 | 2  | 12 | −0.862 |
| Leicestershire Foxes        | 14  | 4 | 8 | 2  | 10 | −0.180 |

| 20. Mai Scorecard | Worcester | Worcestershire 225-6 (20)          | – | Durham 187-8 (20) |
|                   |           | Worcestershire gewinnt mit 38 Runs |   |                   |

| 20. Mai Scorecard | Leicester | Leicestershire 178-5 (20)                           | – | Northamptonshire 168-5 (17.5/18) |
|                   |           | Northamptonshire gewinnt mit 5 Wickets (D/L method) |   |                                  |

| 20. Mai Scorecard | Nottingham | Nottinghamshire 179-7 (20)         | – | Warwickshire 185-4 (19.4) |
|                   |            | Warwickshire gewinnt mit 6 Wickets |   |                           |

| 21. Mai Scorecard | Manchester | Lancashire 131-7 (19/19)         | – | Derbyshire 132-1 (13.4/19) |
|                   |            | Derbyshire gewinnt mit 9 Wickets |   |                            |

| 27. Mai Scorecard | Manchester | Lancashire 149-8 (20)        | – | Durham 151-4 (15) |
|                   |            | Durham gewinnt mit 6 Wickets |   |                   |

| 27. Mai Scorecard | Northampton | Derbyshire 195-7 (20)                  | – | Northamptonshire 197-7 (19.4) |
|                   |             | Northamptonshire gewinnt mit 3 Wickets |   |                               |

| 27. Mai Scorecard | Birmingham | Warwickshire 155-7 (20)              | – | Worcestershire 161-5 (19.1) |
|                   |            | Worcestershire gewinnt mit 5 Wickets |   |                             |

| 27. Mai Scorecard | Leeds | Leicestershire 174-7 (20)          | – | Yorkshire 120 (18.4) |
|                   |       | Leicestershire gewinnt mit 54 Runs |   |                      |

| 1. Juni Scorecard | Chester-le-Street | Durham 178-7 (20)          | – | Nottinghamshire 112 (19.2) |
|                   |                   | Durham gewinnt mit 66 Runs |   |                            |

| 2. Juni Scorecard | Worcester | Yorkshire 173-6 (20)                 | – | Worcestershire 174-3 (19.1) |
|                   |           | Worcestershire gewinnt mit 7 Wickets |   |                             |

| 3. Juni Scorecard | Manchester | Lancashire 204-7 (20)          | – | Yorkshire 178-7 (20) |
|                   |            | Lancashire gewinnt mit 26 Runs |   |                      |

| 3. Juni Scorecard | Northampton | Worcestershire 144-6 (20)              | – | Northamptonshire 147-3 (16.3) |
|                   |             | Northamptonshire gewinnt mit 7 Wickets |   |                               |

| 3. Juni Scorecard | Derby | Leicestershire 120 (20)          | – | Derbyshire 123-6 (18) |
|                   |       | Derbyshire gewinnt mit 4 Wickets |   |                       |

| 3. Juni Scorecard | Birmingham | Durham 154-9 (20)                  | – | Warwickshire 155-1 (17.4) |
|                   |            | Warwickshire gewinnt mit 9 Wickets |   |                           |

| 4. Juni Scorecard | Nottingham | Lancashire 184-4 (20)                 | – | Nottinghamshire 185-8 (19.4) |
|                   |            | Nottinghamshire gewinnt mit 2 Wickets |   |                              |

| 4. Juni Scorecard | Leicester | Durham 120-9 (20)                    | – | Leicestershire 123-4 (16.3) |
|                   |           | Leicestershire gewinnt mit 6 Wickets |   |                             |

| 10. Juni Scorecard | Worcester | Northamptonshire 169-7 (20)          | – | Worcestershire 170-7 (19.3) |
|                    |           | Worcestershire gewinnt mit 3 Wickets |   |                             |

| 10. Juni Scorecard | Manchester | Lancashire 131-3 (14/14)                      | – | Leicestershire 73-1 (6.1/7) |
|                    |            | Lancashire gewinnt mit 9 Wickets (D/L method) |   |                             |

| 10. Juni Scorecard | Birmingham | Warwickshire   | – | Yorkshire |
|                    |            | Spiel abgesagt |   |           |

| 10. Juni Scorecard | Nottingham | Nottinghamshire | – | Derbyshire |
|                    |            | No Result       |   |            |

| 16. Juni Scorecard | Manchester | Lancashire     | – | Northamptonshire |
|                    |            | Spiel abgesagt |   |                  |

| 17. Juni Scorecard | Leicester | Leicestershire | – | Worcestershire |
|                    |           | Spiel abgesagt |   |                |

| 17. Juni Scorecard | Northampton | Northamptonshire 161-9 (20)          | – | Durham 135-8 (20) |
|                    |             | Northamptonshire gewinnt mit 26 Runs |   |                   |

| 17. Juni Scorecard | Derby | Derbyshire 141-7 (20)              | – | Warwickshire 145-6 (20) |
|                    |       | Warwickshire gewinnt mit 4 Wickets |   |                         |

| 17. Juni Scorecard | Leeds | Yorkshire      | – | Nottinghamshire |
|                    |       | Spiel abgesagt |   |                 |

| 18. Juni Scorecard | Worcester | Worcestershire 164-5 (20)             | – | Nottinghamshire 167-6 (18.5) |
|                    |           | Nottinghamshire gewinnt mit 4 Wickets |   |                              |

| 19. Juni Scorecard | Birmingham | Warwickshire 144-9 (20)                       | – | Lancashire 39-4 (6.3/6.3) |
|                    |            | Warwickshire gewinnt mit 18 Runs (D/L method) |   |                           |

| 19. Juni Scorecard | Leeds | Yorkshire 153-9 (20)                     | – | Derbyshire 67-3 (9/9) |
|                    |       | Yorkshire gewinnt mit 1 Run (D/L method) |   |                       |

| 24. Juni Scorecard | Chester-le-Street | Yorkshire 134 (19.3)                   | – | Durham 68-3 (9.5/9.5) |
|                    |                   | Durham gewinnt mit 6 Runs (D/L method) |   |                       |

| 24. Juni Scorecard | Leicester | Leicestershire 125-7 (20)          | – | Warwickshire 126-2 (15.3) |
|                    |           | Warwickshire gewinnt mit 8 Wickets |   |                           |

| 24. Juni Scorecard | Manchester | Lancashire 149-5 (20)          | – | Worcestershire 53 (13.5) |
|                    |            | Lancashire gewinnt mit 96 Runs |   |                          |

| 24. Juni Scorecard | Derby | Derbyshire 114 (19.3)                 | – | Nottinghamshire 120-3 (14.3) |
|                    |       | Nottinghamshire gewinnt mit 7 Wickets |   |                              |

| 26. Juni Scorecard | Northampton | Northamptonshire 149-5 (20)            | – | Leicestershire 152-4 (17.5) |
|                    |             | Northamptonshire gewinnt mit 6 Wickets |   |                             |

| 30. Juni Scorecard | Chester-le-Street | Worcestershire | – | Durham |
|                    |                   | No Result      |   |        |

| 1. Juli Scorecard | Worcester | Worcestershire 185-7 (20)        | – | Derbyshire 188-3 (18.5) |
|                   |           | Derbyshire gewinnt mit 7 Wickets |   |                         |

| 1. Juli Scorecard | Nottingham | Durham    | – | Nottinghamshire |
|                   |            | No Result |   |                 |

| 1. Juli Scorecard | Leeds | Yorkshire 141-7 (18/18)      | – | Lancashire 136-10 (18/18) |
|                   |       | Yorkshire gewinnt mit 5 Runs |   |                           |

| 1. Juli Scorecard | Birmingham | Warwickshire 86-8 (16/16)                           | – | Northamptonshire 89-2 (12.3/16) |
|                   |            | Northamptonshire gewinnt mit 8 Wickets (D/L method) |   |                                 |

| 3. Juli Scorecard | Chesterfield | Derbyshire     | – | Northamptonshire |
|                   |              | Spiel abgesagt |   |                  |

| 8. Juli Scorecard | Worcester | Worcestershire 198 (19.4)        | – | Lancashire 200-3 (18.1) |
|                   |           | Lancashire gewinnt mit 7 Wickets |   |                         |

| 8. Juli Scorecard | Leicester | Derbyshire 158 (19.5)                | – | Leicestershire 164-1 (15.5) |
|                   |           | Leicestershire gewinnt mit 9 Wickets |   |                             |

| 8. Juli Scorecard | Northampton | Northamptonshire 122 (18.2)           | – | Nottinghamshire 123-4 (17) |
|                   |             | Nottinghamshire gewinnt mit 6 Wickets |   |                            |

| 8. Juli Scorecard | Leeds | Yorkshire 156-6 (20)         | – | Warwickshire 154 (20) |
|                   |       | Yorkshire gewinnt mit 2 Runs |   |                       |

| 9. Juli Scorecard | Nottingham | Worcestershire 124-8 (20)             | – | Nottinghamshire 128-1 (12.2) |
|                   |            | Nottinghamshire gewinnt mit 9 Wickets |   |                              |

| 10. Juli Scorecard | Derby | Yorkshire 166-6 (20)        | – | Derbyshire 165-8 (20) |
|                    |       | Yorkshire gewinnt mit 1 Run |   |                       |

| 10. Juli Scorecard | Chester-le-Street | Leicestershire 146-6 (20)    | – | Durham 147-5 (18.3) |
|                    |                   | Durham gewinnt mit 5 Wickets |   |                     |

| 12. Juli Scorecard | Leicester | Leicestershire | – | Nottinghamshire |
|                    |           | Spiel abgesagt |   |                 |

| 13. Juli Scorecard | Derby | Lancashire 167-9 (20)            | – | Derbyshire 170-4 (18.4) |
|                    |       | Derbyshire gewinnt mit 6 Wickets |   |                         |

| 15. Juli Scorecard | Worcester | Warwickshire 164 (19.3)              | – | Worcestershire 166-5 (19.2) |
|                    |           | Worcestershire gewinnt mit 5 Wickets |   |                             |

| 15. Juli Scorecard | Chester-le-Street | Northamptonshire 149-5 (20)  | – | Durham 153-4 (18.3) |
|                    |                   | Durham gewinnt mit 6 Wickets |   |                     |

| 15. Juli Scorecard | Leicester | Leicestershire 207-3 (20)         | – | Lancashire 198-4 (20) |
|                    |           | Leicestershire gewinnt mit 9 Runs |   |                       |

| 15. Juli Scorecard | Nottingham | Yorkshire 160-7 (20)                  | – | Nottinghamshire 162-7 (162) |
|                    |            | Nottinghamshire gewinnt mit 3 Wickets |   |                             |

| 17. Juli Scorecard | Birmingham | Warwickshire 186-4 (20)          | – | Leicestershire 158-9 (20) |
|                    |            | Warwickshire gewinnt mit 28 Runs |   |                           |

| 19. Juli Scorecard | Northampton | Northamptonshire 200-5 (20)          | – | Warwickshire 126 (17.5) |
|                    |             | Northamptonshire gewinnt mit 74 Runs |   |                         |

| 19. Juli Scorecard | Leeds | Yorkshire 223-6 (20)          | – | Durham 174-8 (20) |
|                    |       | Yorkshire gewinnt mit 49 Runs |   |                   |

| 22. Juli Scorecard | Chester-le-Street | Lancashire 176-3 (20)         | – | Durham 172-5 (20) |
|                    |                   | Lancashire gewinnt mit 4 Runs |   |                   |

| 22. Juli Scorecard | Derby | Derbyshire 192-5 (20)          | – | Worcestershire 163 (17.5) |
|                    |       | Derbyshire gewinnt mit 29 Runs |   |                           |

| 22. Juli Scorecard | Birmingham | Warwickshire 172-2 (20)               | – | Nottinghamshire 173-4 (19.1) |
|                    |            | Nottinghamshire gewinnt mit 6 Wickets |   |                              |

| 22. Juli Scorecard | Leeds | Yorkshire 215-6 (20)          | – | Northamptonshire 140 (15.2) |
|                    |       | Yorkshire gewinnt mit 75 Runs |   |                             |

| 29. Juli Scorecard | Chester-le-Street | Durham 193-2 (20)          | – | Derbyshire 180-9 (20) |
|                    |                   | Durham gewinnt mit 13 Runs |   |                       |

| 29. Juli Scorecard | Manchester | Lancashire 124-5 (20)          | – | Warwickshire 94-8 (20) |
|                    |            | Lancashire gewinnt mit 30 Runs |   |                        |

| 29. Juli Scorecard | Northampton | Yorkshire 177-5 (20)          | – | Northamptonshire 163-7 (20) |
|                    |             | Yorkshire gewinnt mit 14 Runs |   |                             |

| 29. Juli Scorecard | Nottingham | Leicestershire 170-4 (18/18)                       | – | Nottinghamshire 146-2 (10.3/14) |
|                    |            | Nottinghamshire gewinnt mit 8 Wickets (D/L method) |   |                                 |

### South Division
Tabelle
| South Division  | Sp. | S  | N  | NR | P  | NRR    |
| --------------- | --- | -- | -- | -- | -- | ------ |
| Gloucestershire | 14  | 10 | 3  | 1  | 21 | +0.518 |
| Glamorgan       | 14  | 8  | 3  | 3  | 19 | +1.005 |
| Middlesex       | 14  | 7  | 6  | 1  | 15 | +0.395 |
| Essex Eagles    | 14  | 7  | 6  | 1  | 15 | +0.174 |
| Surrey          | 14  | 7  | 7  | 0  | 14 | +0.153 |
| Sussex Sharks   | 14  | 5  | 6  | 3  | 13 | −0.053 |
| Kent Spitfires  | 14  | 6  | 8  | 0  | 12 | −0.643 |
| Hampshire       | 14  | 4  | 8  | 2  | 10 | −0.691 |
| Somerset        | 14  | 3  | 10 | 1  | 7  | −0.660 |

Spiele
| 20. Mai Scorecard | Bristol | Sussex 242-5 (20)                     | – | Gloucestershire 83-1 (7.3/7.3) |
|                   |         | Sussex gewinnt mit 1 Run (D/L method) |   |                                |

| 20. Mai Scorecard | Canterbury | Somerset 197-7 (20)        | – | Kent 200-2 (17.2) |
|                   |            | Kent gewinnt mit 8 Wickets |   |                   |

| 20. Mai Scorecard | Chelmsford | Surrey 170-8 (20)         | – | Essex 162 (19.4) |
|                   |            | Surrey gewinnt mit 8 Runs |   |                  |

| 26. Mai Scorecard | London (The Oval) | Surrey 93 (17.2)                | – | Glamorgan 96-2 (12.2) |
|                   |                   | Glamorgan gewinnt mit 8 Wickets |   |                       |

| 27. Mai Scorecard | Uxbridge | Middlesex 195-6 (20)          | – | Hampshire 126 (15.1) |
|                   |          | Middlesex gewinnt mit 69 Runs |   |                      |

| 1. Juni Scorecard | Cardiff | Glamorgan 140-6 (20)        | – | Essex 143-3 (16.2) |
|                   |         | Essex gewinnt mit 7 Wickets |   |                    |

| 1. Juni Scorecard | Hove | Sussex 222-3 (20)          | – | Somerset 174 (19.4) |
|                   |      | Sussex gewinnt mit 48 Runs |   |                     |

| 2. Juni Scorecard | Northwood | Middlesex 159-9 (20)                  | – | Gloucestershire 163-6 (19.5) |
|                   |           | Gloucestershire gewinnt mit 4 Wickets |   |                              |

| 2. Juni Scorecard | Southampton | Hampshire 158-8 (20)         | – | Kent 149 (19.3) |
|                   |             | Hampshire gewinnt mit 9 Runs |   |                 |

| 3. Juni Scorecard | Beckenham | Kent 144-7 (20)                       | – | Gloucestershire 146-3 (19.2) |
|                   |           | Gloucestershire gewinnt mit 7 Wickets |   |                              |

| 3. Juni Scorecard | Taunton | Essex 178-7 (20)               | – | Somerset 181-3 (17.5) |
|                   |         | Somerset gewinnt mit 7 Wickets |   |                       |

| 3. Juni Scorecard | Cardiff | Hampshire 141 (18.3)            | – | Glamorgan 143-5 (16.1) |
|                   |         | Glamorgan gewinnt mit 5 Wickets |   |                        |

| 3. Juni Scorecard | Hove | Surrey 205-4 (20)          | – | Sussex 185-5 (20) |
|                   |      | Surrey gewinnt mit 23 Runs |   |                   |

| 8. Juni Scorecard | Canterbury | Kent 193-3 (20)         | – | Hampshire 185-9 (20) |
|                   |            | Kent gewinnt mit 8 Runs |   |                      |

| 9. Juni Scorecard | London (The Oval) | Surrey 188-5 (20)          | – | Hampshire 108 (16.3) |
|                   |                   | Surrey gewinnt mit 80 Runs |   |                      |

| 10. Juni Scorecard | Taunton | Surrey 186-4 (20)              | – | Somerset 189-4 (19.2) |
|                    |         | Somerset gewinnt mit 6 Wickets |   |                       |

| 10. Juni Scorecard | Bristol | Gloucestershire 168-8 (20)      | – | Glamorgan 172-4 (18.2) |
|                    |         | Glamorgan gewinnt mit 6 Wickets |   |                        |

| 10. Juni Scorecard | Chelmsford | Middlesex 173-8 (20)          | – | Essex 156-8 (20) |
|                    |            | Middlesex gewinnt mit 17 Runs |   |                  |

| 10. Juni Scorecard | Hove | Kent 140 (20)                | – | Sussex 143-6 (19.3) |
|                    |      | Sussex gewinnt mit 4 Wickets |   |                     |

| 15. Juni Scorecard | Taunton | Somerset       | – | Glamorgan |
|                    |         | Spiel abgesagt |   |           |

| 15. Juni Scorecard | London (Lord’s) | Middlesex      | – | Sussex |
|                    |                 | Spiel abgesagt |   |        |

| 16. Juni Scorecard | Chelmsford | Essex 153-8 (20)                      | – | Gloucestershire 154-2 (16.5) |
|                    |            | Gloucestershire gewinnt mit 8 Wickets |   |                              |

| 17. Juni Scorecard | Cardiff | Glamorgan 175-4 (16/16)                    | – | Kent 121 (15.5/16) |
|                    |         | Glamorgan gewinnt mit 55 Runs (D/L method) |   |                    |

| 17. Juni Scorecard | Bristol | Somerset 158-5 (20)                   | – | Gloucestershire 160-6 (19.5) |
|                    |         | Gloucestershire gewinnt mit 4 Wickets |   |                              |

| 17. Juni Scorecard | London (The Oval) | Surrey 173-7 (20)          | – | Middlesex 144 (19.3) |
|                    |                   | Surrey gewinnt mit 29 Runs |   |                      |

| 17. Juni Scorecard | Southampton | Hampshire      | – | Sussex |
|                    |             | Spiel abgesagt |   |        |

| 19. Juni Scorecard | Taunton | Hampshire 133 (18.3)           | – | Somerset 136-4 (15.4) |
|                    |         | Somerset gewinnt mit 6 Wickets |   |                       |

| 23. Juni Scorecard | London (Lord’s) | Middlesex 92-3 (9/9)         | – | Somerset 88-6 (9/9) |
|                    |                 | Middlesex gewinnt mit 4 Runs |   |                     |

| 24. Juni Scorecard | Cardiff | Surrey 110 (19.2)               | – | Glamorgan 114-1 (15.5) |
|                    |         | Glamorgan gewinnt mit 9 Wickets |   |                        |

| 24. Juni Scorecard | Chelmsford | Hampshire 135-8 (20)        | – | Essex 136-5 (18.5) |
|                    |            | Essex gewinnt mit 5 Wickets |   |                    |

| 24. Juni Scorecard | Canterbury | Middlesex 210-6 (20)          | – | Kent 170-7 (20) |
|                    |            | Middlesex gewinnt mit 40 Runs |   |                 |

| 25. Juni Scorecard | Southampton | Hampshire | – | Gloucestershire |
|                    |             | No Result |   |                 |

| 25. Juni Scorecard | London (The Oval) | Surrey 117-9 (20)           | – | Essex 121-2 (16.5) |
|                    |                   | Essex gewinnt mit 8 Wickets |   |                    |

| 26. Juni Scorecard | Arundel | Gloucestershire 184-4 (20)          | – | Sussex 173-9 (20) |
|                    |         | Gloucestershire gewinnt mit 11 Runs |   |                   |

| 30. Juni Scorecard | Canterbury | Kent 166-6 (20)          | – | Sussex 156-4 (20) |
|                    |            | Kent gewinnt mit 10 Runs |   |                   |

| 1. Juli Scorecard | Taunton | Somerset 167-7 (20)                   | – | Gloucestershire 168-3 (19.2) |
|                   |         | Gloucestershire gewinnt mit 7 Wickets |   |                              |

| 1. Juli Scorecard | Chelmsford | Essex 204-3 (20)          | – | Kent 154-9 (20) |
|                   |            | Essex gewinnt mit 50 Runs |   |                 |

| 1. Juli Scorecard | Hove | Middlesex 146 (17.4)         | – | Sussex 147-3 (18.2) |
|                   |      | Sussex gewinnt mit 7 Wickets |   |                     |

| 6. Juli Scorecard | Bristol | Surrey 151-9 (20)                     | – | Gloucestershire 152-4 (19) |
|                   |         | Gloucestershire gewinnt mit 6 Wickets |   |                            |

| 7. Juli Scorecard | Taunton | Kent 187-5 (20)          | – | Somerset 175-9 (20) |
|                   |         | Kent gewinnt mit 12 Runs |   |                     |

| 7. Juli Scorecard | Cardiff | Glamorgan 159-8 (20)          | – | Sussex 113 (18.3) |
|                   |         | Glamorgan gewinnt mit 46 Runs |   |                   |

| 8. Juli Scorecard | Richmond | Middlesex 144-8 (20)            | – | Glamorgan 145-1 (16.3) |
|                   |          | Glamorgan gewinnt mit 9 Wickets |   |                        |

| 8. Juli Scorecard | Bristol | Kent 148-7 (20)         | – | Gloucestershire 145-8 (20) |
|                   |         | Kent gewinnt mit 3 Runs |   |                            |

| 8. Juli Scorecard | London (The Oval) | Surrey 154-8 (20)          | – | Somerset 139-6 (20) |
|                   |                   | Surrey gewinnt mit 15 Runs |   |                     |

| 8. Juli Scorecard | Southampton | Essex 153-6 (20)         | – | Hampshire 150-7 (20) |
|                   |             | Essex gewinnt mit 3 Runs |   |                      |

| 10. Juli Scorecard | Cardiff | Glamorgan 119-6 (20)                  | – | Gloucestershire 120-1 (16.1) |
|                    |         | Gloucestershire gewinnt mit 9 Wickets |   |                              |

| 14. Juli Scorecard | Southampton | Hampshire 167-6 (20)          | – | Glamorgan 142-7 (20) |
|                    |             | Hampshire gewinnt mit 25 Runs |   |                      |

| 15. Juli Scorecard | Tunbridge Wells | Kent 180-8 (20)            | – | Surrey 181-2 (19.2) |
|                    |                 | Kent gewinnt mit 8 Wickets |   |                     |

| 15. Juli Scorecard | Taunton | Somerset 137 (19.3)             | – | Middlesex 141-5 (19.1) |
|                    |         | Middlesex gewinnt mit 5 Wickets |   |                        |

| 15. Juli Scorecard | Hove | Hampshire 134-9 (20)        | – | Sussex 133-8 (20) |
|                    |      | Hampshire gewinnt mit 1 Run |   |                   |

| 17. Juli Scorecard | Cheltenham | Gloucestershire 212-1 (20)          | – | Essex 182-9 (20) |
|                    |            | Gloucestershire gewinnt mit 30 Runs |   |                  |

| 21. Juli Scorecard | London (Lord’s) | Surrey 196-6 (20)               | – | Middlesex 200-5 (19.1) |
|                    |                 | Middlesex gewinnt mit 5 Wickets |   |                        |

| 21. Juli Scorecard | Chelmsford | Sussex 200-6 (20)          | – | Essex 176-8 (20) |
|                    |            | Sussex gewinnt mit 24 Runs |   |                  |

| 22. Juli Scorecard | London (The Oval) | Sussex 153-6 (20)            | – | Surrey 154-4 (18.2) |
|                    |                   | Surrey gewinnt mit 6 Wickets |   |                     |

| 22. Juli Scorecard | Cardiff | Somerset 152 (19.3)             | – | Glamorgan 156-3 (18) |
|                    |         | Glamorgan gewinnt mit 7 Wickets |   |                      |

| 22. Juli Scorecard | Southampton | Middlesex 181-6 (20)          | – | Hampshire 138 (19.1) |
|                    |             | Middlesex gewinnt mit 43 Runs |   |                      |

| 22. Juli Scorecard | Canterbury | Essex 190-2 (20)          | – | Kent 157 (19.2) |
|                    |            | Essex gewinnt mit 33 Runs |   |                 |

| 28. Juli Scorecard | London (Lord’s) | Middlesex 126-5 (16/16)     | – | Essex 132-5 (15.3/16) |
|                    |                 | Essex gewinnt mit 5 Wickets |   |                       |

| 28. Juli Scorecard | Hove | Glamorgan 101 (13.2/14) | – | Sussex 30-1 (4.1/13) |
|                    |      | No result               |   |                      |

| 29. Juli Scorecard | Chelmsford | Glamorgan 184-5 (20) | – | Essex |
|                    |            | No Result            |   |       |

| 29. Juli Scorecard | Bristol | Middlesex 156-5 (20)                  | – | Gloucestershire 162-6 (19.3) |
|                    |         | Gloucestershire gewinnt mit 4 Wickets |   |                              |

| 29. Juli Scorecard | Southampton | Hampshire 181-3 (20)          | – | Somerset 98 (15.2) |
|                    |             | Hampshire gewinnt mit 83 Runs |   |                    |

| 29. Juli Scorecard | London (The Oval) | Surrey 212-4 (20)          | – | Kent 175-7 (20) |
|                    |                   | Surrey gewinnt mit 37 Runs |   |                 |

## Playoffs

### Viertelfinale
| 8. August Scorecard | Nottingham | Nottinghamshire 162-7 (20)          | – | Essex 123 (18.4) |
|                     |            | Nottinghamshire gewinnt mit 39 Runs |   |                  |

| 9. August Scorecard | Northampton | Middlesex 132-7 (20)                   | – | Northamptonshire 135-3 (18.1) |
|                     |             | Northamptonshire gewinnt mit 7 Wickets |   |                               |

| 10. August Scorecard | Bristol | Durham 180-5 (20)          | – | Gloucestershire 161 (19) |
|                      |         | Durham gewinnt mit 19 Runs |   |                          |

| 11. August Scorecard | Cardiff | Yorkshire 180-8 (20)          | – | Glamorgan 90 (13) |
|                      |         | Yorkshire gewinnt mit 90 Runs |   |                   |

### Halbfinale
| 20. August Scorecard | Birmingham | Northamptonshire 161-8 (20)         | – | Nottinghamshire 153-9 (20) |
|                      |            | Northamptonshire gewinnt mit 8 Runs |   |                            |

| 20. August Scorecard | Birmingham | Durham 156-6 (20)         | – | Yorkshire 149-9 (20) |
|                      |            | Durham gewinnt mit 7 Runs |   |                      |

### Finale
| 20. August Scorecard | Birmingham | Durham 153-8 (20)                      | – | Northamptonshire 155-6 (19.1) |
|                      |            | Northamptonshire gewinnt mit 4 Wickets |   |                               |